# NGC 2433
NGC 2433 – gwiazda potrójna znajdująca się w gwiazdozbiorze Małego Psa. Jej jasność obserwowana wynosi około 12m. Skatalogował ją John Herschel 19 stycznia 1828 roku, błędnie sądząc, że to obiekt typu „mgławicowego”.